# Cichliformes
I cicliformi (Cichliformes) sono un ordine di pesci ossei. In precedenza, i suoi membri erano classificati nell’ordine Perciformes, ma oggi molte autorità scientifiche lo considerano un ordine indipendente all’interno della sottoserie Ovalentaria. I più antichi fossili (Mahengechromis) noti risalgono all’Eocene.

## Tassonomia
L’ordine Cichliformes comprende tre famiglie: i pesci foglia (Polycentridae), una piccola famiglia con 4 generi e 5 specie; i Pholidichthyidae, rappresentati da un solo genere e due specie; infine, i ciclidi (Cichlidae), una delle più grandi famiglie di vertebrati, con oltre 202 generi e più di 1700 specie descritte. Nonostante le differenze morfologiche marcate tra queste famiglie, analisi molecolari hanno evidenziato una stretta parentela evolutiva tra di esse.
La seguente classificazione è basata sul Catalog of Fishes (2025):
- Polycentridae (T. N. Gill, 1858)
- Pholidichthyidae (D.S. Jordan, 1896)
- Cichlidae (Bonaparte, 1835)